# Gopo pentru cel mai bun film documentar
Gopo pentru cel mai bun film documentar este un premiu acordat în cadrul galei Premiilor Gopo.
Sunt considerate eligibile producțiile românești realizate în cursul anului precedent (sau cel mult cu doi ani înainte, cu condiția să nu fi fost prezentate pe ecrane, TV sau în circuitul festivalier până la data desfășurării Galei Premiilor Gopo din anul precedent). Toate aceste producții trebuie să fi fost prezentate pe ecrane, TV sau în circuitul festivalier (național și internațional) în cursul anului anterior Galei.
Câștigătorii și nominalizații acestei categorii sunt:

## Anii 2000
- 2007 Hobița, coloana și tractorul - regizor Cornel Mihalache
  - Chipurile Deltei - regizor Adrian Voicu
  - Rumenye, rumenye - regizor Radu Gabrea
  - Satul șosetelor - regizor Ileana Stănculescu

- 2008 Război pe calea undelor - regizor Alexandru Solomon
  - Bar de zi și alte povestiri - regizor Corina Radu
  - Nu te supăra, dar... - regizor Adina Pintilie
  - Vampirul căzut - Bela Lugosi - regizor Florin Iepan

- 2009 Podul de flori - regizor Thomas Ciulei
  - Constantin și Elena - regizor Andrei Dăscălescu
  - Nunți, muzici și casete video - regizor Tudor Giurgiu
  - Testimonial - regizor Răzvan Georgescu

## Anii 2010
- 2010 Lumea văzută de Ion B. - regizor Alexander Nanau
  - Australia - regizor Claudiu Mitcu
  - Copiii Uraniului - regizor Iulian Ghervas, Adina Popescu
  - Drumul păsărilor - regizor Klára Trencsényi, Vlad Naumescu

- 2011 Autobiografia lui Nicolae Ceaușescu - regizor Andrei Ujică
  - Căutare - regizor Ionuț Pițurescu
  - Circul vesel - regizor Claudiu Mitcu
  - The Shukar Collective Project - regizor Matei-Alexandru Mocanu
  - Kapitalism - Rețeta noastră secretă - regizor Alexandru Solomon

- 2012 Vorbitor – producători: Carmen Harabagiu, Aurelian Nica, Andrei Crețulescu, regior: Radu Muntean, Alexandru Baciu 
  - După revoluție – regizor: Laurențiu Calciu
  - Metrobranding – regizor: Ana Vlad, Adi Voicu
  - Păcătoasa Teodora – regizor: Anca Hirte
  - Școala noastră – regizor: Mona Nicoară, Miruna Coca Cozma

- 2013 Turn off the lights  – regizor: Ivana Mladenovic
  - 8 martie  – regizor: Alexandru Belc
  - Aici...adică acolo  – regizor: Laura Căpățână Juller
  - Gone Wild  – regizor: Dan Curean
  - Un gând, un vis, doyle...și-un pix  – regizor: Bogdan Ilie-Micu

- 2014 Experimentul București  – regizor: Tom Wilson
  - Afacerea Tănase  – regizor: Ionuț Teianu
  - Anul dragonului  – regizor: Iulian Manuel Ghervas, Adina Popescu
  - City Tour  – regizor: Andrei Nicolae Teodorescu
  - Experimentul București  – regizor: Tom Wilson
  - Exploratorul  – regizor: Titus Muntean, Gabor Xantus

- 2015 Toto și surorile lui  – regizor: Alexander Nanau
  - Al doile joc  – regizor: Corneliu Porumboiu
  - În numele primarului  – regizor: Anca Hirte
  - Pașaport de Germania  – regizor: Răzvan Georgescu
  - Toto și surorile lui  – regizor: Alexander Nanau
  - Un ultim an în 114 minute  – regizor: Daniel Nicolae Djamo

- 2016 Aliyah Dada  – regizor: Oana Giurgiu
  - Cinema, mon amour  – regizor: Alexandru Belc
  - Muntele magic  – regizor: Anca Damian
  - Rețeaua  – regizor: Claudiu Mitcu
  - Patru patrii  – regizor: Alexandru Solomon

- 2017 Doar o răsuflare  – regizor: Monica Lăzurean-Gorgan
  - Imagini din vis  – regizor: Sorin Luca
  - În căutarea tatălui pierdut  – regizor: Ionuț Teianu
  - Varză, cartofi și alți demoni  – regizor: Șerban Georgescu
  - Camera obscură  – regizor: Gheorghe Preda

- 2018 Planeta Petrila  – producător: Anamaria Antoci, Hanka Kastelicova, Alina David (FilmLab, HBO Europe, HBO România), regia: Andrei Dăscălescu
  - Brașov 1987. Doi ani prea devreme  – producător: Demeter Andras Istvan, Nicolae Pepene (Muzeul Național de Istorie Brașov, Casa de producție TVR), regia: Liviu Tofan
  - Eu sunt Hercule  – producător: Corina Gliga, Irina Malcea (Manekino Film) și Hanka Kastelikava (HBO Europe), regia: Marius Iacob
  - Ouăle lui Tarzan  – producător: Ada Solomon (HiFilm Productions), regia: Alexandru Solomon
  - Procesul  – producător: Claudiu Mitcu, Ioachim Stroe, Robert Fita (We Are Basca SRL), regia: Claudiu Mitcu
  - Țara moartă  – producător: Ada Solomon (HiFilm Productions), regia: Radu Jude

- 2019 Caisă  – producător: Tudor Giurgiu, (Almafilm, Hai-Hui Entertainment), regia: Alexandru Mavrodineanu
  - Dacii liberi  – producător: Monica Lazurean-Gorgan ( Manifest Film), regia: Andrei Gorgan, Monica Lăzurean-Gorgan
  - Fotbal infinit  – producător: Marcel Ursu, 42 km Film, regia: Corneliu Porumboiu
  - Licu, o poveste românească  – producător: Jonathan Boissay, Ana Dumitrescu, (Jules et Films), regia: Ana Dumitrescu
  - Phoenixxx  – producător: Tudor Giurgiu, Radu Mocanu (Vagabond Film), regia: Mihai Gavril Dragolea

## Anii 2020
- 2020 Distanța dintre mine și mine  – producători: Ada Solomon, Mona Nicoară, Diana Paroiu, Alexandru Solomon, (Hi Film Productions), regia: Dana Bunescu, Mona Nicoară
  - Emigrant Blues: un road movie în 2 ½ capitole  – producător: Radu Stancu (deFilm, Wearebasca), regia: Mihai Mincan și Claudiu Mitcu
  - Jurnalul familiei -escu  – producător: Șerban Georgescu, Liviu Tofan, (Kolectiv Film), regia: Șerban Georgescu
  - Omul care a vrut să fie liber  – producător: Radu Stancu, regia: Mihai Mincan și George Chiper-Lillemark
  - Timebox  – producător: Monica Lăzurean-Gorgan (Manifest Film), regia: Nora Agapi

- 2021 Acasă  – producători: Monica Lăzurean-Gorgan, Ümit Uludağ, Hanka Kastelicova, Ari Matikainen, regia: Radu Ciorniciuc
  - Lemn  – producători: Vincent Lucassen, Ebba Sinzinger, Monica Lăzurean-Gorgan, regia: Monica Lăzurean-Gorgan, Michaela Kirst și Ebba Sinzinger
  - Superhombre  – producători: Mircea Gherase, Lucian Mircu, regia: Mircea Gherase, Lucian Mircu
  - Totul nu va fi bine  – producători: Alexandru Solomon, Ada Solomon, regia: Adrian Pîrvu, Helena Maksyom

- 2022 România Sălbatică  – producători: Tudor Giurgiu, Matei Truța, Vlad Rădulescu, regia: Dan Dinu
  - Casa cu păpuși  – producători: Carla Fotea, Ada Solomon, Tudor Platon, Alecu Solomon, regia: Tudor Platon
  - Holy Father  – producător: Anda Ionescu, regia: Andrei Dăscălescu
  - Ieșirea trenurilor din gară  – producători: Ada Solomon, Carla Fotea, Radu Jude, regia: Radu Jude, Adrian Cioflâncă
  - În mijlocul meu, vocea  – producători: Cătălin Mitulescu, Andra Hera, regia: Andra Hera
  - Noi împotriva noastră  – producători: Anamaria Antoci, Anda Ionescu, regia: Andra Tarara

- 2023 Spioni de ocazie  – producător: Tudor Giurgiu, regia: Oana Bujgoi Giurgiu
  - Apropierea  – producător: Irina Malcea, regia: Botond Püsök
  - Pentru mine tu ești Ceaușescu  – producători: Claudiu Mitcu, Robert Fița, Ioachim Stroe, regia: Sebastian Mihăilescu

- 2024 Între revoluții  – producător: Monica Lăzurean-Gorgan, regia: Vlad Petri
  - Cum să fiu mort dacă-s viu?  – producători: Anamaria Antoci, Mara Adina, regia: Ilinca Călugăreanu
  - De ce mă cheamă Nora, când cerul meu e senin  – producător: Alina Tarbă, regia: Carla Maria Teaha
  - Doamna Buică  – producător: Eugene Buică, regia: Eugene Buică
  - Pocalul. Despre fii și fiice  – producător: Cătălina Tesar, regia: Cătălina Tesar, Dana Bunescu
  - Vulturii din Țaga  – producător: Claudiu Mitcu, regia: Iulian Manuel Ghervas, Adina Popescu

- 2025 Alice ON & OFF  – producător: Irina Malcea-Candea, regia: Isabela Tent
  - Leo Records: Strictly For Our Friends  – producător: Marcian Lazăr, regia: Ioana Grigore
  - Maia – Portret Cu Mâini  – producător: Ana Maria Pârvan, regia: Alexandra Gulea
  - Moartea lui Iosif Zagor  – producător: Monica Lăzurean-Gorgan, regia: Adi Dohotaru
  - Opt ilustrate din lumea ideală  – producător: Alexandru Teodorescu, regia: Radu Jude și Christian Ferencz-Flatz